# Ward Crane
Pour les articles homonymes, voir Crane.

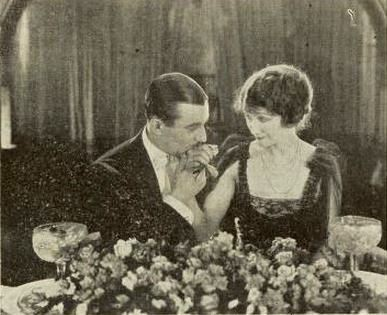
Avec Hedda Hopper, dans Heedless Moths (1921)

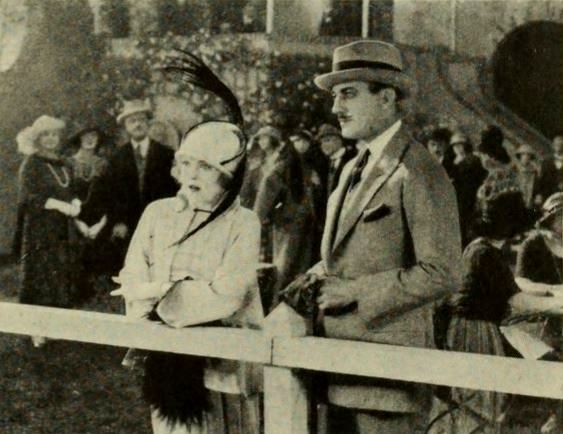
Avec Mae Murray, dans La Rose de Broadway (1922)

Ward Crane est un acteur américain du muet, né le 18 mai 1890 à Albany (État de New York), mort le 21 juillet 1928 à Saranac Lake (État de New York).

## Biographie
Mort prématurément d'une pneumonie à 38 ans, en 1928, Ward Crane apparaît au cinéma exclusivement durant la période du muet. Après une première expérience dans un court métrage de 1913, il contribue à partir de 1919 à quarante-sept autres films américains.
Mentionnons The Luck of the Irish d'Allan Dwan (1920, avec James Kirkwood Sr. et Anna Q. Nilsson), Heedless Moths (1921, avec Holmes Herbert et Hedda Hopper) et La Rose de Broadway (1922, avec Mae Murray et Monte Blue), tous deux réalisés par Robert Z. Leonard, ainsi que Sherlock Junior de Buster Keaton et John G. Blystone (1924, avec Buster Keaton et Kathryn McGuire).
Son dernier film est The Rush Hour d'E. Mason Hopper (avec Marie Prevost et Harrison Ford), sorti le 12 décembre 1928, plus de quatre mois après son décès.

## Filmographie partielle
- 1919 : Le Dictateur (Soldiers of Fortune) d'Allan Dwan
- 1919 : The Dark Star d'Allan Dwan
- 1920 : In the Heart of a Fool d'Allan Dwan : Henry Fenn
- 1920 : On demande un mari (The Frisky Mrs. Johnson) d'Edward Dillon : Jim Morley
- 1920 : The Scoffer d'Allan Dwan : « The Albany Kid »
- 1920 : Something Different de Roy William Neill : Don Mariano Calderon
- 1920 : Le Séducteur (Harriet and the Piper) de Bertram Bracken
- 1920 : Le Tour du monde d'un gamin irlandais (The Luck of the Irish) d'Allan Dwan : Norton Colburton
- 1921 : Heedless Moths de Robert Z. Leonard : le dilettante
- 1922 : La Rose de Broadway (Broadway Rose) de Robert Z. Leonard : Reggie Whitley
- 1922 : No Trespassing d'Edwin L. Hollywood
- 1923 : The Famous Mrs. Fair de Fred Niblo : Dudley Gillette
- 1923 : À l'abri des lois (Within the Law) de Frank Lloyd : « English Eddie »
- 1923 : The Meanest Man in the World d'Edward F. Cline : Carleton Childs
- 1923 : Le Vertige du plaisir (Pleasure Mad) de Reginald Baker : David Templeton
- 1924 : Bread de Victor Schertzinger : Gerald Kenyon
- 1924 : Sherlock Junior (Sherlock, Jr.) de Buster Keaton et John G. Blystone : le second soupirant / le bandit
- 1924 : Empty Hands de Victor Fleming : Milt Bisnet
- 1924 : Gambling Wives de Dell Henderson : Van Merton
- 1925 : Le Courrier rouge (The Crimson Runner) de Tom Forman : Comte Meinhard von Bauer
- 1925 : The Million Dollar Handicap de Scott Sidney : Phillip Crane
- 1925 : Borrowed Finery d'Oscar Apfel : Channing Maynard
- 1925 : Tourbillon de jeunesse (The Mad Whirl) de William A. Seiter : Benny Kingsley
- 1925 : How Baxter Butted In de William Beaudine : Walter Higgins
- 1925 : Classified d'Alfred Santell : Spencer Clark
- 1925 : Le Fantôme de l'Opéra (The Phantom of the Opera) de Rupert Julian : Comte Ruboff
- 1925 : Peacock Feathers de Svend Gade : Andrew Fuller
- 1926 : The Boy Friend (en) de Monta Bell : Lester White
- 1926 : Under Western Skies d'Edward Sedgwick : Otto Stern
- 1926 : The Sporting Lover d'Alan Hale : Capitaine Sir Phillip Barton
- 1926 : That Model from Paris de Louis J. Gasnier : Morgan Grant
- 1926 : The Blind Goddess de Victor Fleming : Tracy Redmond
- 1926 : En scène (Upstage) de Monta Bell : Wallace King
- 1927 : The Auctioneer d'Alfred E. Green : Paul Groode
- 1927 : The Lady in Ermine de James Flood : Archiduc Stephan
- 1927 : Down the Stretch de King Baggot : Conlon
- 1927 : The American de James Stuart Blackton
- 1927 : The Beauty Shoppers de Louis Gasnier
- 1928 : Ah ! Ces belles-mères ! (Honeymoon Flats) de Millard Webb : Anthony Weir
- 1928 : The Rush Hour d'E. Mason Hopper : Dunrock